# Rhodochlora roseipalpis
Rhodochlora roseipalpis là một loài bướm đêm trong họ Geometridae.